# St Austell
St Austell (em córnico Sen Ostell) é uma localidade da região da Cornualha no Reino Unido. Tem 22.658 habitantes.

## Literatura
- Hammond, Joseph (1897) St Austell: being an account of St. Austell, town, church, district and people. London: Skeffington & Son
- Rowse, A. L. (1960) St Austell: Church, Town, Parish. St Austell: H. E. Warne